# Motorola 68020

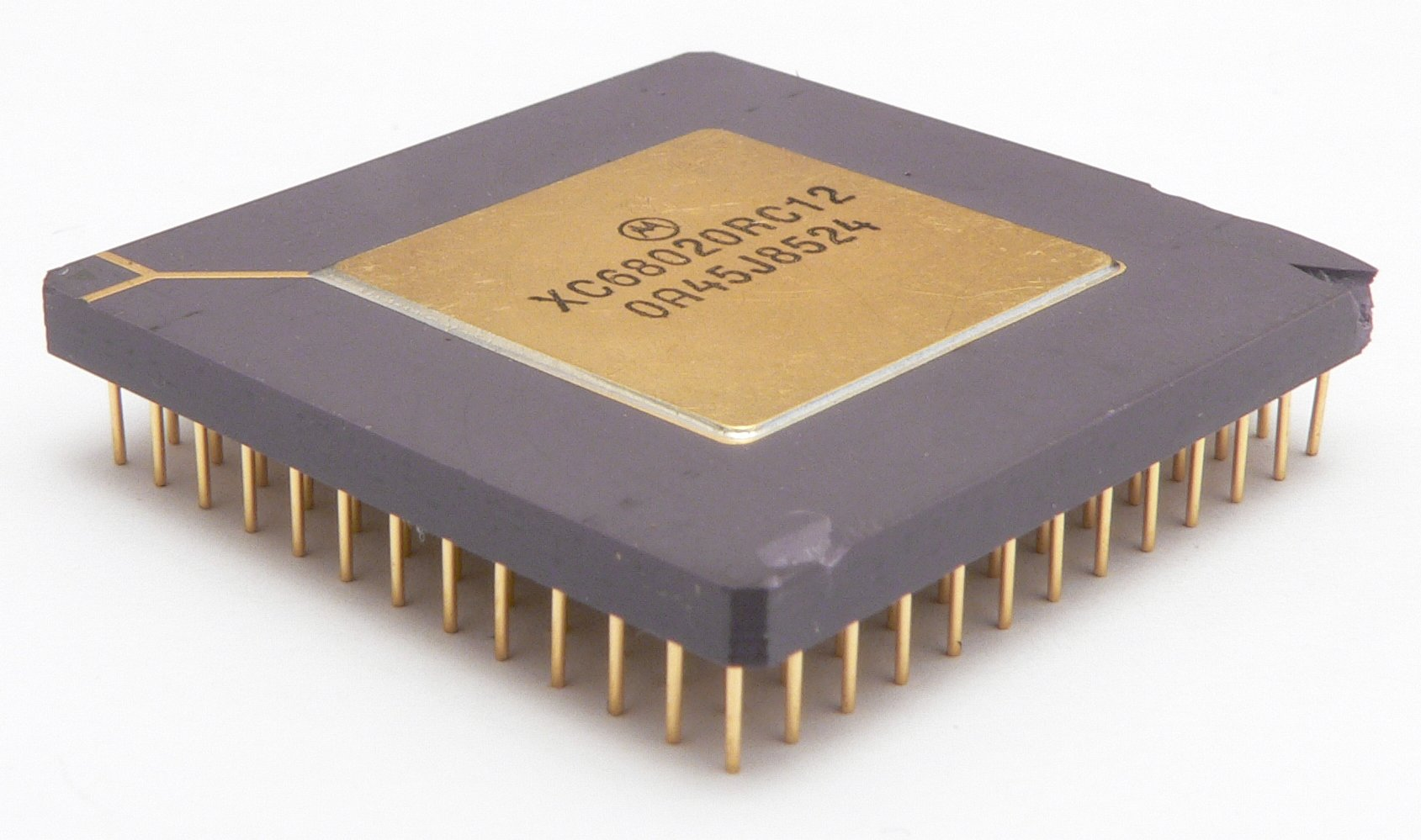
XC68020, un prototip del 68020

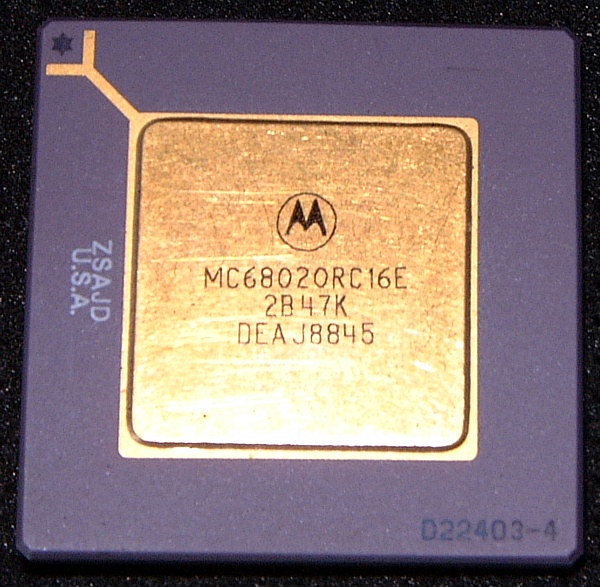
Motorola 68020

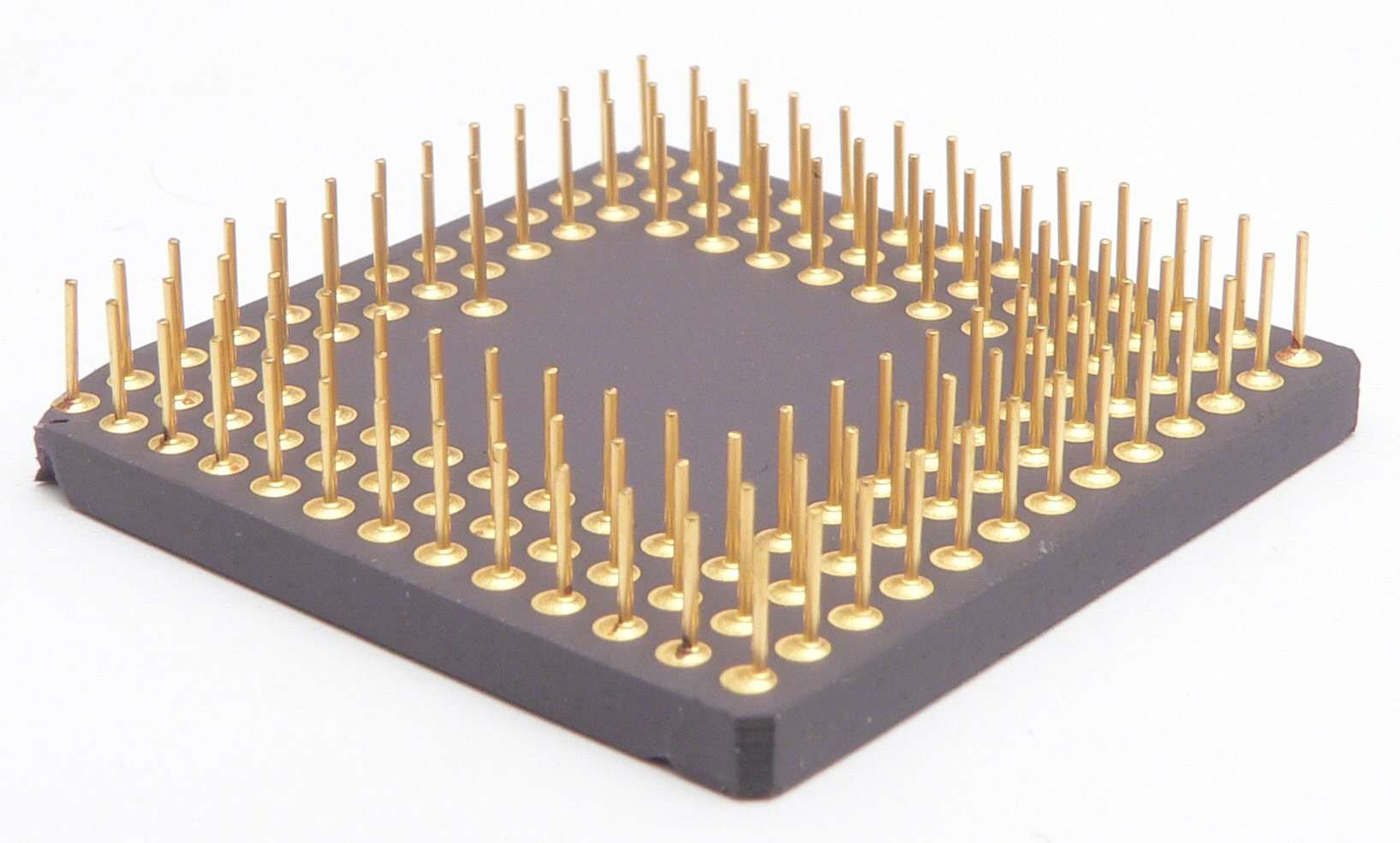
vista inferior d'un Motorola XC68020

El Motorola 68020 fou un microprocessador de 32 bits de Motorola, llançat el 1984. És el successor del 68010, i fou succeït pel 68030.

## Descripció
El 68020 (ocasionalment també anomenat '020, pronunciat oh-two-oh o oh-twenty en anglès) té busos interns i externs de dades i adreces de 32 bits. Una versió de cost reduït, el 68EC020, té un bus d'adreces de tan sols 24 bits. Es van fabricar amb un rang de velocitat de 12 MHz a 33 MHz.

### Millores sobre el 68010
El 68020 va afegir moltes millores sobre el 68010 incloent una unitat aritmètica lògica de 32 bits, bus de dades i bus d'adreces externs de 32 bits, i noves instruccions i modes d'adreçament. El 68020 (i 68030) un pipeline apropiat de tres estats.
Les restriccions d'adreçament amb l'accés de dades de paraula i paraula llarga presents en els seus precursors desapareix en el 68020.

### Prestacions de Multiprocés
El model de multiprocés de Motorola va ser afegit en el 68020. Això va permetre que fins a vuit processadors per sistema cooperin, aquests vuit podien ser qualsevol número de CPUs FPUs però solament una MMU (Motorola 68841 o Motorola 68851). Això tenia certa limitació, perquè cada CPU utilitzada havia de ser del mateix model (no necessàriament a la mateixa freqüència de rellotge) i cada FPU havia de ser del mateix model (de nou, no necessàriament a la mateixa freqüència de rellotge), per la qual cosa el multiprocés d'un 68020/25 amb un 68030/25 no era permès (el 020, per exemple, no podia ser identificat per la MMU interna del 030) però un 68020/25 amb un 68882/33 era perfectament acceptable i bastant comú. No obstant era molt estrany veure més d'una CPU o FPU en el mateix sistema. La majoria d'equips Unix equipats amb 68020 eren simplement el '020, la FPU (68881 o 68882) i la MMU (68841 o 68851).

### Conjunt d'Instruccions
Les noves instruccions van incloure algunes millores i extensions de menor importància a l'estat supervisor, diverses instruccions per la gestió del programari d'un sistema multiprocés (van ser eliminades als 68060), algo de suport pels llenguatge de programació d'alt nivell que no es va utilitzar molt (i també van ser eliminats en els futurs 680x0), majors instruccions de multiplicació (32×32→64 bits) i divisió (quocient de 64÷32→32 bits i reste de 32 bits) instruccions, i manipulacions de camp a nivell de bit.

### Modes d'adreçament
Els nous modes d'adreçament van afegir indexació d'adreces escalada i un altre nivell d'indirecció de memòria a molts dels modes preexistents, i van afegir bastant flexibilitat a diversos modes d'indexació i operacions. Encara que no fou la intenció, els nous modes van convertir al 68020 en molt convenient per la impressió de pàgines. La majoria d'impressores làser de principis dels 90 tenien un 68EC020 en el seu nucli.
El 68020 té una caché d'instruccions mínima de 256 bytes directament mapada, disposades com 64 entrades de 4 bytes. Encara que petit, és una diferència significativa en el rendiment de moltes aplicacions. El decrement de tràfic al bus resultant és particularment important en sistemes que utilitzaven intensivament l'accés directe a memòria (DMA).

## Ús

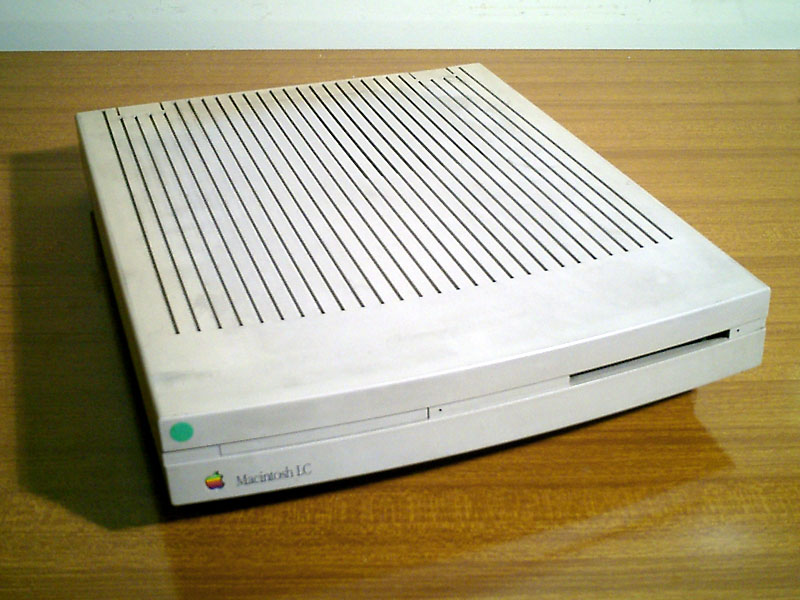
Macintosh LC pizza box

El 68020 es va utilitzar als ordinadors personals d'Apple Computer Macintosh II i Macintosh LC, en les estacions de treball de la sèrie Sun-3 i a la serie Hewlett Packard 8711 d'analitzadors de xarxa. L'ordinador personal Commodore Amiga 1200 i la videoconsola AmigaCD32, ambdós de Commodore, van utilitzar el 68EC020 per reduir costos.
És també el processador utilitzat en els trens TGV per descodificar la informació de senyalització que s'envia als trens per mitjà dels rails, i en la vessant militar és la CPU dels ordinadors de l'avió de caça Eurofighter Typhoon.
Per a més informació sobre les instruccions i arquitectura, vegeu Motorola 68000.